# 范榮玉
范榮玉（1995年1月7日—），臺灣女子羽球運動員，曾四度參加夏季听障奥林匹克运动会羽球比賽，於2013年獲得女單金牌；另曾於世界聽障錦標賽獲得女單、女雙冠軍。

## 生平
范榮玉出生時即被診斷患有崔契爾-柯林斯症候群，導致其下頷骨顏面發育不全、雙側耳道封閉小耳症、聽障、弱視及睡眠呼吸障礙。由於小時候天生與眾不同而對自己的外觀產生疑問，范的父母因此計畫讓她訓練游泳和羽球以增強自信心。范榮玉在臺北市民權國小接受啟蒙教練陳嬥筌的羽球訓練，小學三年級時，訓練一年左右的范榮玉被選為聽奧會儲備選手。國中至北市大同高中國中部繼續羽球訓練，後就讀北市大同高中、國立臺灣師範大學，研究所從事身心障礙運動研究、適應體育推廣。
范榮玉在14歲時就參加2009年台北聽奧，並取得團體第四名、女單和女雙分別闖進16強及八強，此後在國際賽獲獎無數，陸續在世界錦標賽（2011年）、亞太運動會（2012年、2015）、亞太錦標賽（2010年、2014年）奪得女子單打桂冠。亦曾於2015年亞太運動會包辦團體、女單、女雙、混雙四個項目金牌，在2019年贏得世界錦標賽女雙冠軍。
2013年，范榮玉在保加利亞舉辦的第22屆夏季聽奧會羽球女子單打決賽，戰勝尋求衛冕的喬治娜·巴拉莫娃，奪得金牌；2017年聽奧會，范榮玉無緣衛冕女單金牌，最終於混合團體項目獲得銅牌、女子雙打搭檔沈彥汝獲得銀牌。范榮玉於2021年聽奧會再次奪得混合團體，並分別搭檔沈彥汝、陳忠羿奪下女雙銀牌、混雙銅牌。

## 主要比賽成績
| 年份   | 賽事                       | 項目     | 搭檔   | 成績 |
| ------ | -------------------------- | -------- | ------ | ---- |
| 2010年 | 亞太聽障羽球錦標賽         | 混合團體 | －     | 季軍 |
| 2010年 | 亞太聽障羽球錦標賽         | 女子單打 | －     | 冠軍 |
| 2010年 | 亞太聽障羽球錦標賽         | 混合雙打 | 陳忠羿 | 季軍 |
| 2011年 | 世界聽障羽球錦標賽         | 女子單打 | －     | 冠軍 |
| 2012年 | 亞太聽障運動會羽球比賽     | 混合團體 | －     | 銅牌 |
| 2012年 | 亞太聽障運動會羽球比賽     | 女子單打 | －     | 金牌 |
| 2012年 | 亞太聽障運動會羽球比賽     | 混合雙打 | 陳忠羿 | 銅牌 |
| 2013年 | 听障奥林匹克运动会羽球比賽 | 女子單打 | －     | 金牌 |
| 2014年 | 亞太聽障羽球錦標賽         | 混合團體 | －     | 亞軍 |
| 2014年 | 亞太聽障羽球錦標賽         | 女子單打 | －     | 冠軍 |
| 2014年 | 亞太聽障羽球錦標賽         | 混合雙打 | 陳忠羿 | 冠軍 |
| 2015年 | 世界聽障羽球錦標賽         | 混合團體 | －     | 亞軍 |
| 2015年 | 世界聽障羽球錦標賽         | 女子單打 | －     | 季軍 |
| 2015年 | 世界聽障羽球錦標賽         | 混合雙打 | 陳忠羿 | 季軍 |
| 2015年 | 亞太聽障運動會羽球比賽     | 混合團體 | －     | 金牌 |
| 2015年 | 亞太聽障運動會羽球比賽     | 女子單打 | －     | 金牌 |
| 2015年 | 亞太聽障運動會羽球比賽     | 女子雙打 | 沈彥汝 | 金牌 |
| 2015年 | 亞太聽障運動會羽球比賽     | 混合雙打 | 陳忠羿 | 金牌 |
| 2017年 | 听障奥林匹克运动会羽球比賽 | 混合團體 | －     | 銅牌 |
| 2017年 | 听障奥林匹克运动会羽球比賽 | 女子雙打 | 沈彥汝 | 銀牌 |
| 2018年 | 亞太聽障羽球錦標賽         | 女子單打 | －     | 亞軍 |
| 2018年 | 亞太聽障羽球錦標賽         | 女子雙打 | 沈彥汝 | 冠軍 |
| 2018年 | 亞太聽障羽球錦標賽         | 混合雙打 | 陳忠羿 | 冠軍 |
| 2019年 | 世界聽障羽球錦標賽         | 混合團體 | －     | 亞軍 |
| 2019年 | 世界聽障羽球錦標賽         | 女子單打 | －     | 季軍 |
| 2019年 | 世界聽障羽球錦標賽         | 女子雙打 | 沈彥汝 | 冠軍 |
| 2019年 | 世界聽障羽球錦標賽         | 混合雙打 | 陳忠羿 | 季軍 |
| 2022年 | 聽障奧林匹克運動會羽球比賽 | 混合團體 | －     | 銅牌 |
| 2022年 | 聽障奧林匹克運動會羽球比賽 | 女子雙打 | 沈彥汝 | 銀牌 |
| 2022年 | 聽障奧林匹克運動會羽球比賽 | 混合雙打 | 陳忠羿 | 銅牌 |

## 其他成就
2013年12月18日，范榮玉憑藉不因先天缺陷而自我放棄，於該年奪得聽奧會女單金牌，獲頒體育運動精英獎之最佳運動精神獎。

## 外部連結
- 范榮玉於國際聽障運動總會的個人資料 （页面存档备份，存于）
- 范榮玉於中華民國聽障者體育運動協會的個人資料 （页面存档备份，存于）